# Tiffany Haddish
Tiffany Sara Cornilia Haddish, nota semplicemente come Tiffany Haddish (Los Angeles, 3 dicembre 1979), è una comica, personaggio televisivo e attrice statunitense naturalizzata eritrea.

## Filmografia parziale

### Attrice

#### Cinema
- 3ciento - Chi l'ha duro... la vince (Meet the Spartans), regia di Jason Friedberg (2008)
- Keanu, regia di Peter Atencio (2016)
- Mad Families, regia di Fred Wolf (2017)
- Il viaggio delle ragazze (Girls Trip), regia di Malcolm D. Lee (2017)
- Uncle Drew, regia di Charles Stone III (2018)
- La scuola serale (Night School), regia di Malcolm D. Lee (2018)
- Il giuramento (The Oath), regia di Ike Barinholtz (2018)
- Inganni online (Nobody's Fool), regia di Tyler Perry (2018)
- Taylor Swift's Reputation Stadium Tour, regia di Paul Dugdale – documentario (2018)
- Le regine del crimine (The Kitchen), regia di Andrea Berloff (2019)
- Between Two Ferns - Il film (Between Two Ferns: The Movie), regia di Scott Aukerman (2019)
- Amiche in affari (Like a Boss), regia di Miguel Arteta (2020)
- On the Count of Three, regia di Jerrod Carmichael (2021)
- Bad Trip, regia di Kitao Sakurai (2021)
- Stai con me oggi? (Here Today), regia di Billy Crystal (2021)
- Il collezionista di carte (The Card Counter), regia di Paul Schrader (2021)
- Il talento di Mr. C (The Unbearable Weight of Massive Talent), regia di Tom Gormican (2022)
- Easter Sunday, regia di Jay Chandrasekhar (2022)
- La casa dei fantasmi (Haunted Mansion), regia di Justin Simien (2023)
- Bad Boys: Ride or Die, regia di Adil El Arbi e Bilall Fallah (2024)

#### Televisione
- Raven (That's So Raven) – serie TV, episodio 3x22 (2005)
- C'è sempre il sole a Philadelphia (It's Always Sunny in Philadelphia) – serie TV, episodio 2x01 (2006)
- My Name Is Earl – serie TV, episodio 1x21 (2006)
- Corsa per la vita (Racing for Time), regia di Charles S. Dutton – film TV (2008)
- Real Husbands of Hollywood – serie TV, 7 episodi (2013-2014)
- New Girl – serie TV, episodio 3x15 (2014)
- If Loving You Is Wrong – serie TV, 14 episodi (2014-2015)
- The Carmichael Show – serie TV, 25 episodi (2015-2017)
- The Last O.G. – serie TV, 24 episodi (2018-2020)
- Sesamo apriti (Sesame Street) – serie TV, episodio 49x01 (2018)
- Self-made: la vita di Madam C.J. Walker (Self Made: Inspired by the Life of Madam C.J. Walker), regia di Kasi Lemmons e DeMane Davis – miniserie TV (2020)
- Afterparty (The Afterparty) – serie TV, 18 episodi (2022-2023)

### Doppiatrice
- Legends of Chamberlain Heights – serie animata, 18 episodi (2016-2017)
- Angry Birds 2 - Nemici amici per sempre (The Angry Birds Movie 2), regia di Thurop Van Orman (2019)
- The LEGO Movie 2 - Una nuova avventura (The Lego Movie 2: The Second Part), regia di Mike Mitchell (2019)
- Pets 2 - Vita da animali (The Secret Life of Pets 2), regia di Chris Renaud (2019)
- SpongeBob - Amici in fuga (The SpongeBob Movie: Sponge on the Run), regia di Tim Hill (2020)
- Phineas e Ferb: Il film - Candace contro l'Universo (Phineas and Ferb the Movie: Candace Against the Universe), regia di Bob Bowen (2020)
- Bob's Burgers – serie animata, episodio 9x16 (2019)
- Tuca & Bertie – serie animata, 20 episodi (2019-in corso)
- Solar Opposites – serie animata, 6 episodi (2020-2021)

## Doppiatrici italiane
Nelle versioni in italiano delle opere in cui ha recitato, Tiffany Haddish è stata doppiata da:
- Tatiana Dessi in Il viaggio delle ragazze, La scuola serale
- Gaia Bolognesi ne Le regine del crimine, Il collezionista di carte
- Alessia Amendola in Afterparty, La casa dei fantasmi
- Laura Latini in 3ciento - Chi l'ha duro... la vince
- Emilia Costa in The Carmichael Show
- Benedetta Degli Innocenti in Inganni online
- Guendalina Ward in Amiche in affari
- Sara Ferranti in Self-made: La vita di Madam C.J. Walker
- Gianna Gesualdo ne Il talento di Mr. C
- Patrizia Burul in Bad Boys: Ride or Die

Da doppiatrice è sostituita da:
- Laura Lenghi in Angry Birds 2 - Nemici amici per sempre
- Monica Ward in The LEGO Movie 2 - Una nuova avventura
- Domitilla D'Amico in Pets 2 - Vita da animali
- Alessia Amendola in Tuca & Bertie
- Benedetta Degli Innocenti in La famiglia Proud: più forte e orgogliosa
- Monica Pariante in SpongeBob - Amici in fuga